# CA Temperley
Club Atlético Temperley je argentinský sportovní klub, který sídlí v Temperley, v provincii Buenos Aires (konurbace Velké Buenos Aires). Je znám především fotbalovým klubem, který hraje Primera División, nejvyšší domácí soutěž.
Kromě fotbalu je v Temperley sdružena řada sportů: atletika, pelota, basketbal, box, futsal, pozemní hokej, judo, kolečkové brusle, plavání, taekwondo a tenis.

## Historie

### Začátky
Předchůdcem klubu byl Club de Foot-ball Centenario založený ke stému výročí Květnové revoluce. Avšak za oficiální datum vzniku se považuje 4. listopad, kdy se zakladatelé sešli v Klubu Arias. Villa Turdera, Buenos Aires. Centenario hrálo ve Villa Turdera v Buenos Aires, první dresy byly červené se zeleným límečkem. V roce 1917 byl klub přijat do Argentinské fotbalové asociace, v témže roce se dostaly dresy světlemodrou barvu, která přetrvává dosud. Dva roky po vstupu do fotbalové asociace začíná klub hrát ve druhé divizi. V roce 1921 změnil klub jméno na Club Atlético Temperley a podepsal smlouvu na pronájem pozemku za 20 dolarů měsíčně.

## Amatérské začátky a fúze

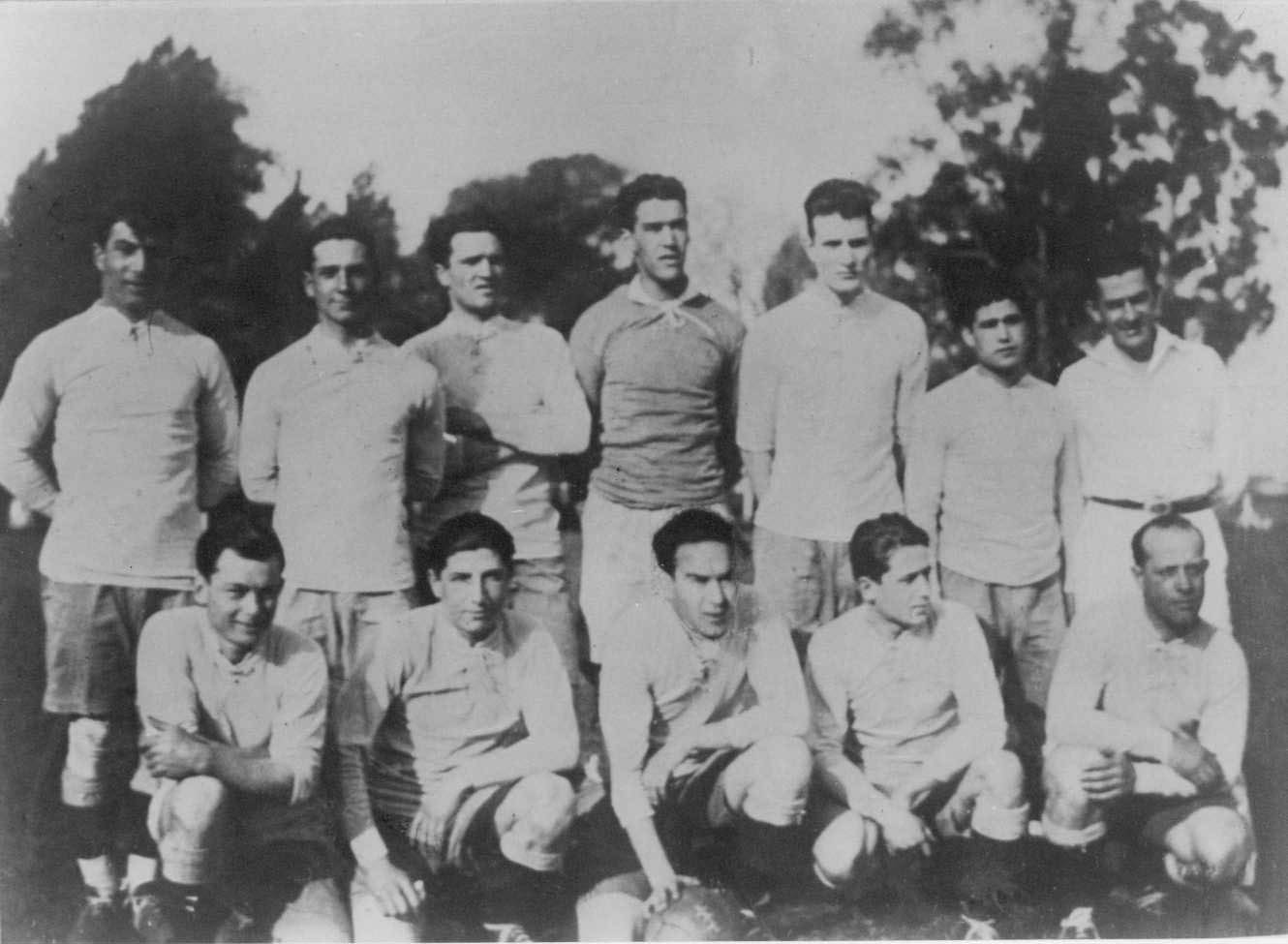
Mužstvo, které skončilo v roce 1924 druhé

Vynikající sezónu zažilo Temperley 1924, kdy skončilo druhé za Boca Juniors. Když se Liga Argentina de Football sloučila s Asociación Amateurs Argentina de Football, rozhodl se klub ligu opustit. Za krátký čas Temperley požádal o vstup znovu, byl přijat, ale přeřazen do druhé divize.

## Hráči
Pozn.: Vlajky znamenají příslušnost k národnímu týmu, jak ji definují pravidla FIFA. Obecně mohou hráči mít i více občanství souběžně.
| Číslo |           | Pozice | Hráč                |
| ----- | --------- | ------ | ------------------- |
| 2     | Argentina | O      | Ignacio Bogino      |
| 3     | Argentina | O      | Patricio Romero     |
| 4     | Argentina | O      | Cristian Chimino    |
| 5     | Argentina | Z      | Matías Sánchez      |
| 6     | Argentina | O      | Gastón Aguirre      |
| 7     | Argentina | Ú      | Gonzalo Ríos        |
| 8     | Argentina | Z      | Adrián Arregui      |
| 9     | Argentina | Ú      | Luciano Vásquez     |
| 10    | Argentina | Ú      | Ariel Cólzera       |
| 11    | Argentina | Z      | Leonardo Di Lorenzo |
| 13    | Uruguay   | Z      | Rodrigo Viega       |
| 14    | Argentina | O      | Alexis Zárate       |
| 15    | Argentina | B      | Matías Ibáñez       |

| Číslo |           | Pozice | Hráč               |
| ----- | --------- | ------ | ------------------ |
| 16    | Argentina | O      | Cristian Paz       |
| 17    | Argentina | Z      | Abel Peralta       |
| 19    | Argentina | Ú      | Marcos Figueroa    |
| 20    | Argentina | B      | Leandro de Bórtoli |
| 21    | Argentina | Z      | Daniel González    |
| 23    | Argentina | O      | Gastón Bojanich    |
| 25    | Argentina | O      | David Achucarro    |
| 27    | Argentina | Z      | Lucas Mancinelli   |
| 28    | Argentina | Z      | Lucas Parodi       |
| 29    | Argentina | Ú      | Ariel Rojas        |
| 30    | Argentina | O      | Gonzalo Escobar    |
| 35    | Argentina | B      | Nicolás Rodríguez  |
| 90    | Uruguay   | Ú      | Cristian Palacios  |